# 修徳高校パーマ退学事件
修徳高校パーマ退学事件（しゅうとくこうこうパーマたいがくじけん）は、高校生が校則で禁止されていたパーマをかけたことを理由として学校がこの生徒に退学勧告を出したことの違法性をめぐり争われた事件。

## 概要

### 校則違反から退学
修徳高等学校女子部に通う3年女子生徒は1988年1月20日に担任教諭から校則違反のパーマを毛先10センチほどかけていたのを指摘されたことに気が動転して無断早退し、翌日に親が呼出しを受け、生活指導担当教師から自主退学を勧告され、生徒は反省の意味で髪を切ったが、勧告は変わらなかったことで1月30日付で退学届を出して生徒としての地位を失い、卒業試験は受けられず、卒業式にも出席できず、大手人形販売会社に就職が決まっていたが、取り消された。
その後、生徒側は学校側に退学取り消しを求めて学校と交渉したが、学校側から「生徒は3年時の夏休み時に自動車運転免許を無断で取得し、指導中だったのにさらにパーマをかけ、無断早退したことで、これ以上の指導はできないと判断した」として退学勧告は正当として拒否されたため、退学勧告が違法かつ無効であるとして、学校側に卒業認定と卒業証書の授与、伴せて不法行為等に基づく損害賠償を請求した。

### 裁判
生徒側は「髪型の自由は人格権と直結した自己決定権の一内容であり、パーマを禁じる校則は幸福追求権、表現の自由を保障した日本国憲法に違反する」「仮に校則が合法などしても、運転免許取得やパーマという校則違反で退学にするのは過酷すぎる」「退学は学校側の不明瞭、不正確な退学勧告に騙されて出したもので無効」と主張した。
1991年6月21日は東京地方裁判所は「髪型の自由は憲法13条で保障されている自己決定権の一内容であると認めるも、私立学校には私学教育の自由があり、独自の校風と教育方針を取ることができるとし、パーマを禁止する校則は華美に流されない、生徒にふさわしい態度を保つことを目標にしており、特定の髪形を強制しておらず、生徒は入学の際に校則を知っていた」「自主退学勧告は事実上の懲戒で慎重な配慮が求められるが、今回の場合は生徒が自動車運転取得を禁じた校則違反でも厳重な警告を受け、指導を受けていた期間であり、免許取得やパーマの禁止の両校則に違反したことについての反省が見られず、また生徒の平素の行状等を考えると卒業まであと少しだったとしても自主退学勧告が社会的合理性を欠くとはいえない」「生徒は勧告を受けた理由はわかっていたし、弁明の機会も与えられていた」として生徒の請求を棄却した。
元生徒は控訴するも、1992年10月30日に東京高等裁判所は高校のパーマ禁止と運転免許取得制限は多くの私立高校で同様の校則が定められており必要性を否定できるものではなく、学校に無断で自動車運転免許を取得したことが発覚し、事実上の懲戒である早朝登校を命じられた期間にパーマをかけており、校則違反の内容も軽視できず、生徒がその後に髪を切って反省したことを学校が受け容れられなかったことも是認でき、学校側がパーマ発覚後に3回にわたって職員会議を開く慎重な配慮があったこともあり、卒業まであと少しで就職先が決まっていた等の事情を考慮しても退学勧告は社会通念上不合理とまではいえないとして控訴を棄却した。
元生徒は上告するも、1996年7月18日に最高裁判所は「私立学校は建学の精神に基づく独自の校風や教育方針により教育活動を行うことを目的としており、パーマを禁止しているのも高校生にふさわしい髪形を維持し、非行を防止するため社会通念上不合理とはいえず、パーマ禁止の校則は法律に違反しない」として上告を棄却して、生徒の請求棄却が確定した。